# Stenenbrug (Antwerpen)
De Stenenbrug is een liggerbrug in de N116 over de Ring van Antwerpen in het district Borgerhout van de stad Antwerpen. De brug bestaat uit vier overspanningen met een totale lengte van 87,8 m. De brug is 40,5 m breed.
Vlakbij naast de brug ligt het onafgewerkte premetrostation Collegelaan als onderdeel van de Reuzenpijp waar tramlijn 8 langs rijdt.
Tramlijn 24 rijdt eveneens over de brug.
Enige honderd meter verder op de grens van de districten Borgerhout en Deurne lag over de Herentalse Vaart de historische Stenenbrug als naamgever van de omgeving. 
Hier ligt het eveneens onafgewerkte premetrostation Morckhoven, dat ook deel uitmaakt van de Reuzenpijp waar tramlijn 8 langs rijdt en waar Tramlijn 24 over rijdt. De straat in Borgerhout tussen beide bruggen heet eveneens Stenenbrug.